# 玄言诗
玄言诗是一種以闡述老庄和佛教哲學为主要内容的中國诗歌。约于西晋之末開始興起，东晋時期盛行。曹魏晋朝時期，玄学和佛教盛行，這些思想影響到當時人們的诗歌創作，玄言诗開始興起。玄言诗的代表人物有孙绰、许询、桓温、庾亮、郭璞等。晉朝後，由於謝靈運的山水詩開始興起，玄言诗不再流行。